# Abd-al-Ghàfir (nom)
Abd-al-Ghàfir és un nom masculí teòfor àrab islàmic (àrab: عبد الغافر, ʿAbd al-Ḡāfir) que literalment significa ‘Servidor del Perdonador’, essent «el Perdonador» una expressió que es referiria a Déu, derivada d'al-Ghaffar o d'al-Ghafur, dos epítets de Déu. Si bé Abd-al-Ghàfir és la transcripció normativa en català del nom en àrab clàssic, també se'l pot trobar transcrit d'altres maneres, normalment per influència de la pronunciació dialectal o seguint altres criteris de transliteració. Com a teòfor, també el duen molts musulmans no arabòfons que l'han adaptat a les característiques fòniques i gràfiques de la seva llengua.